# تاریخ ایران (کتاب)
کتاب تاریخ ایران اثر ژنرال انگلیسی پرسی سایکس در دو جلد است. این کتاب تاریخ ایران را از آغاز (تمدن ایلام، شوش و ...) تا نزدیک به سال ۱۳۰۹ هجری خورشیدی ارائه می‌دهد. این کتاب در سه چاپ در سال‌های ۱۲۹۴ و ۱۳۰۰ و ۱۳۰۹ در انگلستان به چاپ رسیده است و نویسنده هر بار مطالب تازه‌ای به کتاب افزوده‌است. این کتاب که از پرآوازه‌ترین کتاب‌های تاریخ کلی ایران در عصر کنونی به شمار می‌آید، توسط سید محمدتقی فخرداعی گیلانی ترجمه شده‌است. هم‌اکنون این کتاب در ایران ممنوع چاپ شده‌است. سرپرسی سایکس ژنرالی انگلیسی است که در دوره قاجار به ایران آمده و به تاریخ و فرهنگ ایرانی علاقه‌مند شده به همین جهت تاریخ دو جلدی ایران را نوشته‌است.